# 一の宮町 (宮崎市)
一の宮町（いちのみやちょう）とは、宮崎県宮崎市内の地名。檍地域自治区に属している。郵便番号は880-0854。

## 地理
宮崎市の中心部、檍地域自治区に属する。大淀川河口北岸にあり、住宅街となっている。北を吉村町、東を日ノ出町、南を中西町、西を大王町に接する。

## 歴史
- 1949年 - 吉村町から一の宮町が成立。

## 世帯数と人口
2023年（令和5年）9月1日現在の世帯数と人口は以下の通りである。
| 町丁     | 世帯数  | 人口  |
| -------- | ------- | ----- |
| 一の宮町 | 322世帯 | 547人 |

## 小・中学校の学区
市立小・中学校に通う場合、学区は以下の通りとなる。
| 町名     | 小学校             | 中学校             |
| -------- | ------------------ | ------------------ |
| 一の宮町 | 宮崎市立潮見小学校 | 宮崎市立宮崎中学校 |

## 交通

### バス
宮交グループの運営するバスが営業している。

### 道路
- 宮崎県道10号宮崎インター佐土原線
- 宮崎県道11号宮崎島之内線 (宮崎内環状線)

## 施設
- 後田川緑道公園